# João de São José
Frei João de São José, natural da vila de Tentúgal, foi prior do Convento de Nossa Senhora da Graça, em Tavira, e terá morrido no ano de 1580, nesta mesma cidade.
Foi professor do Instituto do Eremita Agostiniano, naquele convento, e autor da Corografia do Reino do Algarve (1577).